# Lijst van Eerste Kamerleden voor de CPN
Een overzicht van alle Eerste Kamerleden voor de Communistische Partij van Nederland (CPN).
| Eerste Kamerlid           | Begindatum        | Einddatum         |
| ------------------------- | ----------------- | ----------------- |
| Tom Boekman               | 11 mei 1971       | 19 september 1977 |
| Fenna Bolding             | 3 juni 1986       | 12 februari 1990  |
| Jaap Brandenburg          | 23 juli 1946      | 5 november 1956   |
| Cor Geugjes               | 15 juli 1952      | 2 juli 1956       |
| Cor Geugjes               | 6 november 1956   | 11 december 1957  |
| Harm Haken                | 21 januari 1958   | 4 juni 1963       |
| Wessel Hartog             | 11 mei 1971       | 19 september 1977 |
| Jozef Hubert Hermans      | 23 juli 1946      | 26 juli 1948      |
| Henk Hoekstra             | 13 september 1983 | 2 juni 1986       |
| Kees IJmkers              | 8 februari 1966   | 2 maart 1967      |
| Kees IJmkers              | 9 december 1969   | 22 juni 1987      |
| Anthoon Johan Koejemans   | 20 november 1945  | 23 februari 1948  |
| Wim Kremer                | 17 september 1974 | 15 september 1980 |
| Annie van Ommeren-Averink | 9 april 1957      | 30 januari 1966   |
| Annie van Ommeren-Averink | 7 maart 1967      | 13 november 1969  |
| Ben Polak                 | 6 november 1956   | 19 september 1960 |
| Joop van Santen           | 23 juli 1946      | 14 juli 1952      |
| Jan Schalker              | 13 juli 1948      | 26 juli 1948      |
| Jan Schalker              | 2 september 1948  | 14 juli 1952      |
| Fred Schoonenberg         | 21 september 1948 | 17 september 1951 |
| Leen Seegers              | 6 november 1956   | 19 september 1960 |